# كارل زيرو
مارك تيلين، المعروف باسم كارل زيرو ،(6 أغسطس 1961 إيكس ليبان (سافوا))، هو مقدم برامج تلفزيونية فرنسي، وهو أيضًا كاتب ومخرج ومغني وممثل.

## سيرة شخصية
ولد مارك تيلين في إيكس ليبان. وهو ابن غي تيلين (1909-1993)، طالب سابق في المدرسة العليا (دفعة 1929 الآداب)، أستاذ مشارك في الآداب (1933)، شاعر، موظف حكومي كبير في وزارة الثقافة ونائب مدير المدرسة. المعهد الفرنسي في أثينا [الإنجليزية] ، وهنرييت أنيك ليموين، مقدمة في KTO تحت لقب زوجها، أنيك تيلين، ومؤلفة كتاب طعم العيش : وصفة السعادة (بالفرنسية: Le goût de vivre : la recette du bonheur)‏، نشر رامزي. وهو الأصغر بين عائلة مكونة من أربعة إخوة، منهم باسيل دي كوخ [الإنجليزية]  المولود عام 1951، والشاعر والروائي إيريك تيلين المولود عام 1953.
طالب في مؤسسة لاروشفوكو [الإنجليزية] في باريس، خلال فترة مراهقته، عاش فترة البانك، وفي هذا الوقت اعتمد الاسم المستعار كارل زيرو، «ليكون متناغمًا مع العدمية المحيطة».
في سن مبكرة جدًا، بدأ في التهام مجموعة أجداده الكاملة لباري ماتش القديمة من الخمسينيات والستينيات، مما أثار استياء والده، واعترف لاحقًا أن هذه القراءات ألهمت رغبته في أن يصبح صحفيًا. «على أية حال، كان مقدرا لي أن أصبح صحفيا من نوع ما : كنت فظيعًا في كل شيء في المدرسة، باستثناء جعل أصدقائي يضحكون والتسبب في أعمال شغب في الملعب. غونزو ، في كلمة واحدة. حسنًا، لنكن منصفين، لقد كنت جيدًا في اللغة الفرنسية والتاريخ، وخاصة التاريخ الحاضر، ولكن كان ذلك بفضل ماتش».
كارل زيرو متزوج من آن لور شابتيل، المعروفة باسم ديزي ديراتا [الإنجليزية]، ولديه ثلاثة أطفال، أناييس، غابين وفنسنت.

## روابط خارجية
كارل زيرو على موقع IMDb (الإنجليزية)
- كارل زيرو على موقع ألو سيني (الفرنسية)
- كارل زيرو على موقع ميوزك برينز (الإنجليزية)
- كارل زيرو على موقع أول موفي (الإنجليزية)
- كارل زيرو على موقع ديسكوغز (الإنجليزية)
- كارل زيرو على موقع قاعدة بيانات الفيلم (الإنجليزية)
- كارل زيرو على موقع كينوبويسك (الروسية)